# Jads & Jadson
Jads & Jadson é uma dupla de cantores e compositores de música sertaneja formada pelos irmãos Jads Paulo Alves dos Santos (Catanduvas, 23 de janeiro de 1974) e Jadson Alves dos Santos (Catanduvas, 8 de fevereiro de 1978).

## Biografia
Mesmo com as perfeitas condições de sua família começaram a cantar juntos ainda pequenos. Nascidos na cidade de Catanduvas, mudaram-se para Ponta Porã, onde participaram de vários festivais. Acima de tudo, rapazes honestos e trabalhadores. Gravaram o primeiro CD ainda bem jovens no ano de 1990. Em 2003, gravaram o CD Acústico, com várias composições próprias. Com o disco, realizaram apresentações em várias cidades do Mato Grosso do Sul. Em 2004, lançaram o álbum Dom Brasileiro. A partir desse CD, com a repercussão nacional da música "Com Todos Menos Comigo", nascido no ano de 1981 e 1983, respectivamente, passaram a apresentar-se em outros estados, como Mato Grosso, Paraná, Pará, São Paulo, Goiás e Minas Gerais. Em 2007, gravaram seu primeiro disco ao vivo. Em 2012, lançaram o CD Pra Acabar Com Tudo, pela Radar Records. A faixa-título alcançou sucesso nacional, e seu clipe oficial mais de 2 milhões de acessos no site youtube.com. O disco teve participações especiais de João Carreiro & Capataz, na faixa "Pra Acaba Com Tudo", e Rominho, em "Vou Beber". No ano seguinte, lançaram seu segundo DVD, pela Som Livre, gravado ao vivo nos dias 11 e 12 de maio de 2013 em Maringá (PR), apresentando inéditas, como "Jeito Carinhoso", principal música de trabalho do álbum, e grandes sucessos da dupla até então, como "Cara na Porta" e "Eucalipto". O disco teve participações especiais das duplas Israel & Rodolffo, em "Minuto de fragilidade", e Fred & Gustavo, em "É Sempre Assim". 
Em 2014, aparecendo no cenário sertanejo como um dos principais nomes do momento, lançaram mais um DVD, É Divino - Ao Vivo em Campo Grande, pela Som Livre. O disco foi gravado nos dias 12 de junho e 13 de julho de 2014 em Campo Grande (MS), na presença de mais de 50 mil pessoas. Além de faixas românticas e pot-pourris mais regionais, apresentou canções que seriam novos sucessos deles, como "Ressentimento", "Tô Te Querendo", que teve participação especial do cantor Michel Teló, e "Colo", que teve participação especial da dupla Victor & Leo.
Em 2015, a dupla lança seu novo álbum "Diamante Bruto " onde trazem novo single "Noite Fracassada " composição de Felipe Araújo irmão do sertanejo Cristiano Araújo.
Em 2017, lançam Balada Bruta onde apresentaram o single "Noites Frustradas" (o qual rendeu disco de ouro) com a participação de Gustavo Lima. O álbum ainda contou com a participação de Maiara e Maraisa o álbum foi gravado em Valinhos-SP.

## Discografia
- 1990: Jads & Jadson
- 2003: Jads & Jadson - Acústico
- 2004: Dom Brasileiro
- 2005: Jads & Jadson Vol. 3
- 2006: A Lua por Testemunha
- 2009: Jads & Jadson - Ao Vivo
- 2012: Pra Acabar Com Tudo
- 2013: Jads & Jadson - Ao Vivo
- 2014: É Divino - Ao Vivo em Campo Grande
- 2016: Diamante Bruto
- 2017: Balada Bruta - Ao Vivo
- 2018: Brutos de Verdade (com João Carreiro)
- 2019: Repertório de Bar

### Singles
| Ano  | Título                                    | Melhor posição | Álbum                                 |
| Ano  | Título                                    | BRA            | Álbum                                 |
| ---- | ----------------------------------------- | -------------- | ------------------------------------- |
| 2012 | "Eucalipto"                               | 32             | Jads & Jadson - Ao Vivo               |
| 2013 | "Jeito Carinhoso"                         | 7              | Jads & Jadson - Ao Vivo               |
| 2013 | "Planos Impossíveis"                      | 9              | Jads & Jadson - Ao Vivo               |
| 2014 | "Ressentimento"                           | 6              | É Divino - Ao Vivo em Campo Grande    |
| 2014 | "Colo" (Part. Victor & Leo)               | 2              | É Divino - Ao Vivo em Campo Grande    |
| 2014 | "Amo Você"                                | 6              | É Divino - Ao Vivo em Campo Grande    |
| 2015 | "Toca Um João Mineiro & Marciano"         | 2              | É Divino - Ao Vivo em Campo Grande    |
| 2015 | "Noite Fracassada"                        | 1              | Diamante Bruto                        |
| 2016 | "Se Toca Essa Moda"                       | 4              | Diamante Bruto                        |
| 2016 | "Zé Trovão"                               | 3              | Diamante Bruto                        |
| 2017 | "Quem Aguenta"                            | 5              | Balada Bruta - Ao Vivo                |
| 2017 | "Na Riqueza e na Pobreza"                 | 5              | Balada Bruta - Ao Vivo                |
| 2017 | "Noites Frustradas" (Part. Gusttavo Lima) | 6              | Balada Bruta - Ao Vivo                |
| 2018 | "Coração Ressacado"                       | 2              | Brutos de Verdade (com João Carreiro) |
| 2018 | "Menos 10"                                | 12             | Brutos de Verdade (com João Carreiro) |
| 2019 | "Miséra"                                  | 7              | Repertório de Bar                     |

### Participações
- 2014: "Chalana" / "Saudade é Uma Estrada Longa " (com Michel Teló e Almir Sater)
- 2015: "Sonhando Com Você (com Juliano Cezar)
- 2015: "Traição a Queima Roupa" (com Cristiano Araújo)
- 2015: "Além do Céu" (com Lucyana Villar)
- 2015: "Vício" (com João Neto & Frederico)